# إيس أوف دايموند
إيس أوف دايموند (باليابانية: ダイヤのA، بالروماجي: Daiya no Ēsu) هي سلسلة شونن مانغا من تأليف يوجي تيراجيما، نشرت من قبل كودانشا في مجلة شونن الأسبوعية، صدرت المانغا في عام 2006 حتى عام 2015، وتكونت من 47 مجلدات. أنتجت إلى أنمي تلفزيوني من قبل استوديو مادهاوس وبرودكشن آي جي،
عرض الأنمي في 6 أكتوبر عام 2013 واستمر عرضه حتى 28 مارس عام 2016، وتكون من 126 حلقة + 5 أوفا. في عام 2015 صدرت مانغا تحت اسم Ace of Diamond Act II، أنتجت إلى أنمي تلفزيوني عرض في 2 أبريل عام 2019 واستمر عرضه حتى 31 يناير 2020، وتكون من 52.

## القصة
تدور أحداث القصة عن إيجون ساوامورا، هو لاعب بيسبول، يخطط للذهاب مع أصدقائه إلى مدرسة ثانوية محلية ولعب كرة قاعدة بأفضل ما لديهم من قدرات.

## الشخصيات
إيجون ساوامورا (باليابانية: 沢村 栄純، بالروماجي: Sawamura Eijun)
مؤدي الصوت: ريوتا أوساكا
ساتورو فورويا (باليابانية: 降谷 暁، بالروماجي: Furuya Satoru)
مؤدي الصوت: نوبوناغا شيمازاكي
كازويا مياكي (باليابانية: 御幸 一也، بالروماجي: Miyuki Kazuya)
مؤدي الصوت: تاكاهيرو ساكوراي
هارويتشي كوميناتو (باليابانية: 小湊 春市، بالروماجي: Kominato Haruichi)
مؤدي الصوت: ناتسوكي هاناي
شينجي كانيمارو (باليابانية: 金丸 信二، بالروماجي: Kanemaru Shinji)
مؤدي الصوت: يوشيتسوغو ماتسوؤكا
هيدياكي توجو (باليابانية: 東条 秀明، بالروماجي: Tōjō Hideaki)
مؤدي الصوت: شو سودو
شوتا آوي
واتارو كاريبا (باليابانية: 狩場 航، بالروماجي: Kariba Wataru)
مؤدي الصوت: كينغو كاوانيشي
جونتا نيراشيما
تاداهيرو كانيدا (باليابانية: 金田 忠大، بالروماجي: Kaneda Tadahiro)
مؤدي الصوت: كينيتشي يوموتو
يوتو سوزوكي
واتارو إيندو
هيرومي تاكاتسو (باليابانية: 高津 広臣، بالروماجي: Takatsu Hirōmi)
مؤدي الصوت: واتارو أوراتا
كوشو أوكومورا (باليابانية: 奥村 光舟، بالروماجي: Okumura Kōshū)
مؤدي الصوت: يوما أوتشيدا

## وصلات خارجية
- موقع الأنمي الرسمي باللغة اليابانية
- إيس أوف دايموند على موقع ANN manga (الإنجليزية)